# Henrik Johan Holmberg

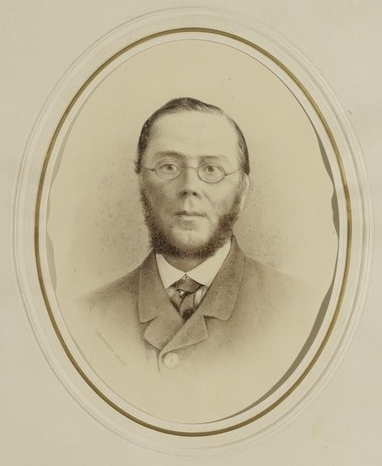
Henrik Holmberg.

Henrik Johan Holmberg, född 3 januari 1818 i Kökars kapell på Åland, död 23 december 1864 i Helsingfors, var en finländsk naturforskare.
Henrik Holmberg blev student 1839, inskrevs 1841 som extra konduktör vid finländska bergsstaten och begav sig 1850 för att vaska guld till ön Sitka i Alaska, där han under ett års tid gjorde rika naturhistoriska samlingar samt studerade språk och etnografi. År 1852 återkom han till Finland och utvecklade sedermera en mångsidig författarverksamhet; bland annat skrev han Etnographische Skizzen über die Völker des russischen Amerika (i Finska vetenskapssocietetens "Acta", del IV och VII) samt Mineralogischer Wegweiser durch Finland (1857) och Materialien zur Geognosie Finlands (1858). 
Under en tid var Holmberg även anställd som biträde vid ordnandet av Helsingfors universitets historiska museum samt utgav, förutom en katalog över museet, en framställning av de finländska fornfynden från sten- och bronsåldern, Förteckning och afbildningar af finska fornlemningar (1863), det första utförligare arbete i detta ämne. I slutet av 1850-talet företog han med understöd av statsmedel en resa till Sverige och Norge för att studera fiskeriväsendet och utnämndes 1860 till inspektör för fiskerierna i Finland. 

## Verk
- Geognostische Bemerkungen auf einer Baidarkenfahrt um die Insel Kadjak: Augeführt im Sommer 1851 (1853)
- Ethnographische Skizzen über die Völker des russischen Amerika I–II (1855–1862)
- Mineralogischer Wegweiser durch Finnland I–II (1857)
- Materialier till Finlands geognosi I–II (1858)
- Förteckning och afbildningar af finska fornlemningar I–II (1859–1863)
- Katalog öfver Kejserliga Alexanders-Universitetets Etnografiska Samlingar (1859)